# Ocotea heribertoi
Ocotea heribertoi är en lagerväxtart som beskrevs av T. Wendt. Ocotea heribertoi ingår i släktet Ocotea och familjen lagerväxter. Inga underarter finns listade i Catalogue of Life.